# Караишево
Караишево — село в Лаишевском районе Татарстана. Входит в состав Нармонского сельского поселения.

## География
Находится в западной части Татарстана на расстоянии приблизительно 22 км по прямой на юг-юго-восток от Казани на правом берегу реки Мёша.

## История
Известно с периода Казанского ханства. С 1550-х годов стало вотчиной Казанского архиерейского дома.
К северной окраине села примыкает частный аэродром Караишево. Рядом с аэродромом находится церковь Илии Пророка — небольшой однопрестольный храм, построенный в 2019—2020 годах, освящённый 2 августа 2024 года.

## Население
Постоянных жителей было: в 1782 — 89 душ мужского пола, в 1859 — 468, в 1897 — 620, в 1908 — 782, в 1926 — 1009, в 1949 — 688, в 1958 — 634, в 1970 — 486, в 1979 — 372, в 1989 — 180, в 2002 — 128 (русские 94 %), 75 — в 2010.